# ФК Ривър Плейт
 Тази статия е за несъществуващия уругвайски отбор.  За съществуващия уругвайски отбор с това име вижте Ривър Плейт Монтевидео.  За аржентинския Ривър Плейт вижте Ривър Плейт.
ФК „Ривър Плейт“ (на испански: River Plate Football Club) е бивш уругвайски футболен отбор от Монтевидео.
Основан е през 1905 г., не съществува от 1929 г. За времето си е един от най-добрите отбори в Уругвай, спечелвайки четири титли между 1908 и 1914 г.
Днешният домакински екип на Уругвай, който се използва от 1910 г. (небесносини фланелки, черни гащета и чорапи), е със същите цветове като резервия екип на ФК „Ривър Плейт“. Това става в чест на победата на „Ривър Плейт“ над най-добрия по онова време южноамерикански отбор Алумни Атлетик Клуб от Аржентина, в който мач уругвайският тим играе с резервния си екип.

## Успехи
- 4х шампион на Уругвай: 1908, 1910, 1913 и 1914
- 1х Копа де Онор: 1912